# تانرسفيل (نيويورك)
تانرسفيل (بالإنجليزية: Tannersville, New York)‏ هي قرية تقع في الولايات المتحدة في مقاطعة غرين، نيويورك. يقدر عدد سكانها بـ 539 نسمة ومساحتها 3.0 كم2 وترتفع عن سطح البحر 579 متر.

## التركيبة السكانية
حدّد مكتب تعداد الولايات المتحدة بيانات التركيبة السكانية لتانرسفيل في تعداد الولايات المتحدة. في ما يلي، التركيبة السكانية حسب تعدادي 2000 و2010.

### تعداد عام 2000
بلغ عدد سكان تانرسفيل 448 نسمة بحسب تعداد عام 2000، وبلغ عدد الأسر 216 أسرة وعدد العائلات 115 عائلة مقيمة في القرية. في حين سجلت الكثافة السكانية 144.5 نسمة لكل كيلومتر مربع (374.3/ميل2). وبلغ عدد الوحدات السكنية 505 وحدة بمتوسط كثافة قدره 162.9 لكل كيلومتر مربع (421.9/ميل2).
وتوزع التركيب العرقي للقرية بنسبة 95.09% من البيض و0.89% من الأمريكيين الأفارقة و0.22% من الأمريكيين ذوي الأصول الآسيوية و0.67% من الأعراق الأخرى و3.12% من عرقين مختلطين أو أكثر و2.90% من الهسبانيون أو اللاتينيون من أي عرق.
بلغ عدد الأسر 216 أسرة كانت نسبة 22.2% منها لديها أطفال تحت سن الثامنة عشر تعيش معهم، وبلغت نسبة الأزواج القاطنين مع بعضهم البعض 39.4% من أصل المجموع الكلي للأسر، ونسبة 7.9% من الأسر كان لديها معيلات من الإناث دون وجود شريك، بينما كانت نسبة 6% من الأسر لديها معيلون من الذكور دون وجود شريكة وكانت نسبة 46.8% من غير العائلات. تألفت نسبة 40.3% من أصل جميع الأسر من عدة أفراد يعيشون في نفس المنزل ونسبة 16.2% كانت تتألف من شخص يعيش بمفرده يبلغ من العمر 65 عاماً أو أكثر. وبلغ متوسط حجم الأسرة المعيشية 2.07، أما متوسط حجم العائلات فبلغ 2.80.
بلغ العمر الوسطي للسكان 45.1 عاماً. وكانت نسبة 19.4% من القاطنين تحت سن الثامنة عشر، وكانت نسبة 6% بين الثامنة عشر والرابعة والعشرين عاماً، ونسبة 24.3% كانت واقعةً في الفئة العمرية ما بين الخامسة والعشرين والرابعة والأربعين عاماً، ونسبة 29.5% كانت ما بين الخامسة والأربعين والرابعة والستين، ونسبة 20.8% كانت ضمن فئة الخامسة والستين عاماً فما فوق. يوجد لكل 100 أنثى 99.1 ذكر، ويوجد لكل 100 أنثى في الثامنة عشر من عمرها فما فوق 99.4 ذكر.
بلغ متوسط دخل الأسرة في القرية 28,500 دولارًا، أما متوسط دخل العائلة فبلغ 37,500 دولارًا. وكان متوسط دخل الذكور 27,708 دولارًا مقابل 27,000 دولارًا للإناث. وسجل دخل الفرد الخاص بالقرية 15,318 دولارًا. وكانت نسبة 10.7% من العائلات ونسبة 18.5% من السكان تحت خط الفقر، وكان من هؤلاء نسبة 28.6% تحت سن الثامنة عشر ونسبة 10.4% في الخامسة والستين من العمر وما فوق.

### تعداد عام 2010
بلغ عدد سكان تانرسفيل 539 نسمة بحسب تعداد عام 2010، وبلغ عدد الأسر 258 أسرة وعدد العائلات 126 عائلة مقيمة في القرية. في حين سجلت الكثافة السكانية 173.9 نسمة لكل كيلومتر مربع (450.4/ميل2). وبلغ عدد الوحدات السكنية 557 وحدة بمتوسط كثافة قدره 179.7 لكل كيلومتر مربع (465.4/ميل2).
وتوزع التركيب العرقي للقرية بنسبة 93.32% من البيض و0.37% من الأمريكيين الأفارقة و0.19% من الأمريكيين الأصليين و1.30% من الأمريكيين ذوي الأصول الآسيوية و2.60% من الأعراق الأخرى و2.23% من عرقين مختلطين أو أكثر و4.08% من الهسبانيون أو اللاتينيون من أي عرق.
بلغ عدد الأسر 258 أسرة كانت نسبة 19.8% منها لديها أطفال تحت سن الثامنة عشر تعيش معهم، وبلغت نسبة الأزواج القاطنين مع بعضهم البعض 35.3% من أصل المجموع الكلي للأسر، ونسبة 9.7% من الأسر كان لديها معيلات من الإناث دون وجود شريك، بينما كانت نسبة 3.9% من الأسر لديها معيلون من الذكور دون وجود شريكة وكانت نسبة 51.2% من غير العائلات. تألفت نسبة 39.9% من أصل جميع الأسر من عدة أفراد يعيشون في نفس المنزل ونسبة 11.2% كانت تتألف من شخص يعيش بمفرده يبلغ من العمر 65 عاماً أو أكثر. وبلغ متوسط حجم الأسرة المعيشية 2.07، أما متوسط حجم العائلات فبلغ 2.82.
بلغ العمر الوسطي للسكان 45.5 عاماً. وكانت نسبة 15.8% من القاطنين تحت سن الثامنة عشر، وكانت نسبة 9.6% بين الثامنة عشر والرابعة والعشرين عاماً، ونسبة 23.9% كانت واقعةً في الفئة العمرية ما بين الخامسة والعشرين والرابعة والأربعين عاماً، ونسبة 32.7% كانت ما بين الخامسة والأربعين والرابعة والستين، ونسبة 18% كانت ضمن فئة الخامسة والستين عاماً فما فوق. وتوزع التركيب الجنسي للسكان بنسبة 54% ذكور و46% إناث.